# ヘイズブラ
ヘイズバラ（もしくはヘイズブラ、Happisburgh、[ˈheɪz.bɜːrə] ( 音声ファイル) HAYZ-bur-ə）は、イギリスのカウンティであるノーフォークに存在する村であり、行政教区である。英語の発音は訪問者がHaze-boroughと勘違いしたため

## 名所

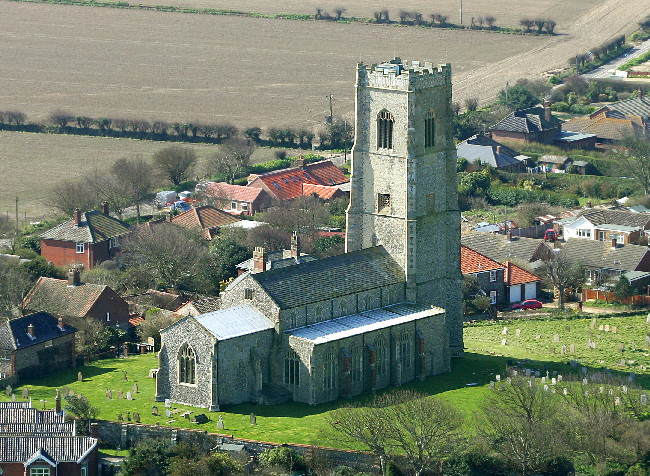
セント マリーズ 教会

### セント・メアリーズ教会
1086年にノルマン人によって建立され、15世紀に一度壊されたが再建された。近くを通る船に浅瀬を警告するランドマークとして親しまれている。ドイツの爆撃機による破壊の跡が残っている。

### ヘイズバラ灯台

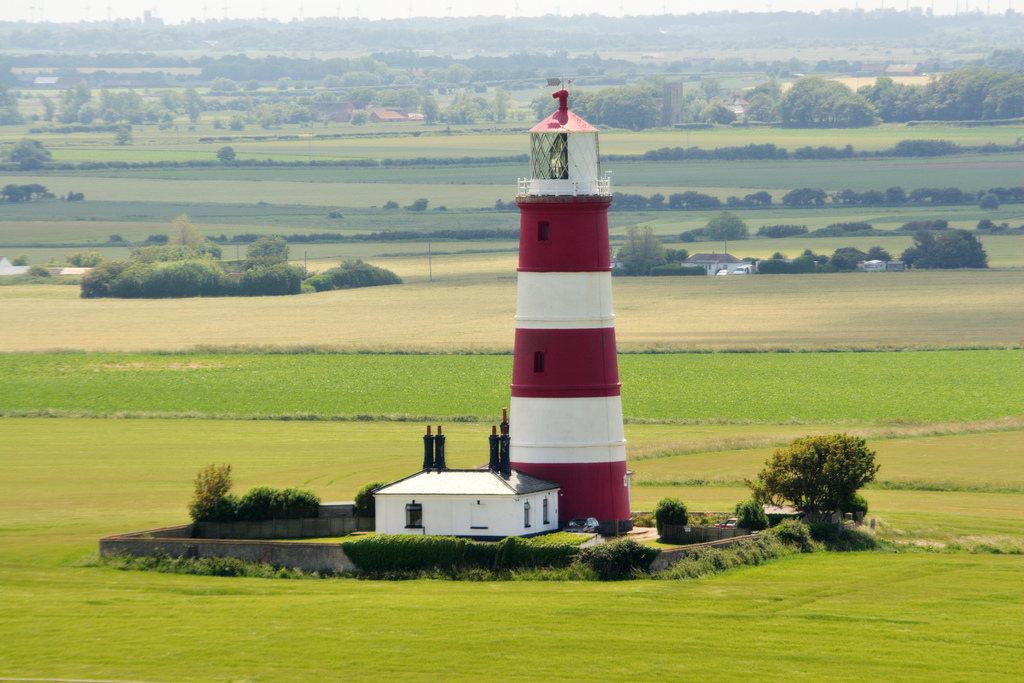
ヘイズバラ灯台

イギリス唯一のトリニティ・ハウスから独立した灯台である。1987年に閉鎖の通達があったが、住民の反対活動で現存している。夏の日曜日に一般公開している。

### ヒルハウス・ホテル
アーサー・コナン・ドイルが滞在し『踊る人形』を執筆したことで有名である。

## 考古学
周辺では石器等が多く見つかっており、2013年にはアフリカ以外では最古の人間の足跡の化石であるヘイズブラ足跡が見つかった。。

## 環境
深刻な海岸侵食が起きており防波堤などで防止しているが、2013年12月12日の嵐による高潮で、家が取り壊されることとなった